# Тевігє (володар Пархе)
Тевігє (кор. 대위해, 大瑋瑎, Dae Wi-hae, Tae Wi-hae; пом. 906) — корейський правитель, чотирнадцятий володар (тійо) держави Пархе.
Наразі про походження та правління Тевігє відомостей практично немає. Він зійшов на трон після смерті Кьона 895 року.
Помер 906 року, після чого престол зайняв Теїнсон, останній правитель Пархе.